# Кватирка
Квати́рка — шибка у вікні, вставлена в раму, яку можна відчиняти для провітрювання приміщення. На рис. — вікно з кватиркою (зліва вгорі)
Кватиркою також називають дверцята або віконце в брамі, у воротах.

## Походження слова
Первісним значенням слова «кватирка» було «шибка», «четверта частина вікна», потім воно стало означати «рухома шибка». Це слово є похідним від пол. kwatera, яке значить «чверть», «квартира», і походить, у свою чергу, від нім. Quartier, яке має кілька значень: «четверта частина», «фаза Місяця», «міський квартал», «одиниця вимірювання» (кварта, чверть), «квартира», «військова частина». Первісним значенням слова Quartier було «чверть», «четверта частина», з нього надалі розвилися і вторинні: 1) «одна з чотирьох фаз Місяця»; 2) «частина міста» (первісно міста ділилися на чверті); 3) «одна чверть більшої одиниці вимірювання»; 4) «частина будинку» (первісно «чверть будинку»).
Від німецького Quartier походить також слово «квартира». Старонімецьке quartier походить від лат. quartārius («одиниця вимірювання», «чверть»), пов'язаним з quater («чотири рази») та quattuor («чотири»). Латинські слова виводяться від праіндоєвропейського *kʷetwóres («чотири»), і споріднені з слов'янськими «чотири», «четвертий», «чверть».

## Уживання
Кватирки використовують у країнах з холодним кліматом — Україні, Росії, Білорусі, Фінляндії. Це пов'язано з тим, що вікна у холодну пору року доводиться заклеювати, це спричиняє потребу у маленькому віконці для провітрювання. Кватирка зазвичай являє собою рухому маленьку раму з шибкою у кутку вікна. У деяких типах будинків («хрущовки») кватирки зроблені у середнику між віконними стулками у вигляді дошки на петлях.
На деяких моделях сучасних пластикових вікон кватирки не передбачено: провітрювання у холодну пору року забезпечується привідчиненням стулки у вертикальній площині з подальшою фіксацією.

## Інші значення слова
- Кватирка — «квартирка»[1].
- Кватирка — застаріла назва шибки у вікні[1].
- Кватирка — четверта частина кварти, чвертівка (переважно про горілку)[1].
- Кватирка — виріз у кавуні для перевірки стиглості[5].

## Цікаві факти
- Окрім української, слова для означення кватирки існують ще у кількох мовах: російській (форточка), білоруській (фортка, фортачка), польській (lufcik), фінській (tuuletusikkuna). В англійській мові відповідника слову «кватирка» немає, як екзотизм уживається слово «fortochka», запозичене з російської[6].
- Російське слово фортка, форточка походить від того ж польського слова fortka («стулка дверець»), що й українське «хвіртка»[7].
- Французьке слово vasistas, яке іноді уживають щодо кватирки (частіше — щодо віконця над дверима), первісно записувалося як wass-ist-dass. Воно походить від німецького вислову «Was ist das?» («Що це таке?»). Так французи звали наддверні віконця у німецьких будинках, бо через них господарі питали: «Що це таке?» (у сенсі — «Хто там?»), перш ніж відчинити двері[8].